# Piper attenuatum
Piper attenuatum là một loài thực vật có hoa trong họ Hồ tiêu. Loài này được Buch.-Ham. ex Miq. miêu tả khoa học đầu tiên năm 1843.